# Diecezja Piracicaba
Diecezja Piracicaba (łac. Dioecesis Piracicabensis) – diecezja Kościoła rzymskokatolickiego w Brazylii. Należy do metropolii Campinas, wchodzi w skład regionu kościelnego Sul 1. Została erygowana przez papieża Piusa XII bullą Vigil Campinensis Ecclesiae w dniu 26 lutego 1944.